# ワルツ (ダンス)

ワルツ

ワルツ(英: waltz, 独: Walzer, 伊: valzer, 仏: valse)は社交ダンスやフォークダンスで踊られる踊りのこと。
競技ダンス界では、スローワルツ の事を「ワルツ」と呼ぶ。日本ではこちらの方が主流だが、世界一般的には、アップテンポなウィンナ・ワルツ等の方を「ワルツ」と呼ぶ方が多い。
スローワルツは、ゆっくりとした3/4拍子で1拍目にアクセントがある音楽で踊る。正式なワルツは男女が向かい合いクローズドポジションで踊る。LOD方向に向かって進むダンスである。

## ワルツの歴史
西オーストリア・南ドイツ（ハプスブルク帝国）起源で、13世紀頃から今日のチロル州とバイエルン州の農民が踊っていたヴェラー(Weller)というダンスから成立した（言葉自体はフランス起源という説もある）。
ヴェラーは、ゲルマン文化初の男女が体を接して共に回るダンスであったが、汚らわしいという理由からハプスブルク帝国時代、長年に渡って法律的に禁止されていた。しかし監視の目が届かないアルプスの渓谷の奥では、厳しい生活の中、ヴェラーは農民の数少ない娯楽であった。このヴェラーが16世紀に入ってからインスブルックなどの都市に住む住民にも伝わり、渓谷に住む農民のみではなく、各町村の住民も踊るようになる。しかし都市の住民は当時農民が踊っていたような激しい動きは好まず優雅さを好んだことから、ヴェラーを段々と上品化していき、ヴァラー、そしてワルツに発展していく。あまりの人気のため、ハプスブルク帝国は法律の改正を余儀なくされ、当初はチロル州でのみ、最終的にはオーストリア、そしてハプスブルク帝国全体で解禁される。
18世紀にはインスブルックやウィーンのホーフブルク王宮でも踊られるようになり、正式にハプスブルク宮廷文化に取り入れられるようになる。
この段階でヴェラーから別の発展を成し遂げて有名になったのがレントラーである。また今日も「チロルの夕べ」などで踊られているチロリアンダンスでもヴェラーのステップが歴史の面影として見られる。
国際的な場に初めてワルツが登場したのは1814年、「会議は踊る、されど進まず」で有名なウィーン会議でのことで、これを機にウィンナ・ワルツとして世界中に広まった。

## ワルツの種類
- ウィンナ・ワルツ(ヴェニーズ・ワルツ)
- スローワルツ
  - インターナショナルスタイルワルツ(ワルツ)
  - アメリカンスタイルワルツ(ワルツ)
アメリカンスムースに分類される。
- タンゴワルツ(ワルツ)
3拍子の曲で踊るアルゼンチンタンゴに似た踊り
- オールドタイムワルツ
カップル単位で輪になって踊るシークエンスダンス
- ヘジテーションワルツ

## 競技会
インターナショナルスタイルの競技ダンスではスタンダードに分類されて、1種目に踊ることが多い。

## ベーシックステップ
- クローズドチェンジ
- ナチュラルターン
- リバースターン
- ナチュラルスピンターン
- ウィスク
- シャッセフロムプロムナードポジション